# 卡波迪蒙特
卡波迪蒙特（義大利語：Capodimonte）是意大利维泰博省的一个市镇。总面积61.25平方公里，人口1833人，人口密度29.9人/平方公里（2009年）。ISTAT代码为056013。